# Silly-en-Gouffern
Silly-en-Gouffern is een plaats en voormalige gemeente in het Franse departement Orne in de regio Normandië en telt 465 inwoners (1999). De plaats maakt deel uit van het arrondissement Argentan.

## Geschiedenis
De gemeente is op 1 januari 2017 gefuseerd met de gemeenten Aubry-en-Exmes, Avernes-sous-Exmes, Le Bourg-Saint-Léonard, Chambois, La Cochère, Courménil, Exmes, Fel, Omméel, Saint-Pierre-la-Rivière, Survie, Urou-et-Crennes en Villebadin tot de gemeente  Gouffern en Auge, waarvan Silly-en-Gouffern de hoofdplaats werd. 

## Geografie
De oppervlakte van Silly-en-Gouffern bedraagt 39,9 km², de bevolkingsdichtheid is 11,7 inwoners per km².
De onderstaande kaart toont de ligging van Silly-en-Gouffern met de belangrijkste infrastructuur en aangrenzende gemeenten.

## Demografie
Onderstaande figuur toont het verloop van het inwonertal (bron: INSEE-tellingen).
Aubry-en-Exmes · Avernes-sous-Exmes · Le Bourg-Saint-Léonard · Chambois · La Cochère  · Courménil · Exmes · Fel · Omméel · Saint-Pierre-la-Rivière · Silly-en-Gouffern · Survie · Urou-et-Crennes · Villebadin